# Ashinazuchi e Tenazuchi

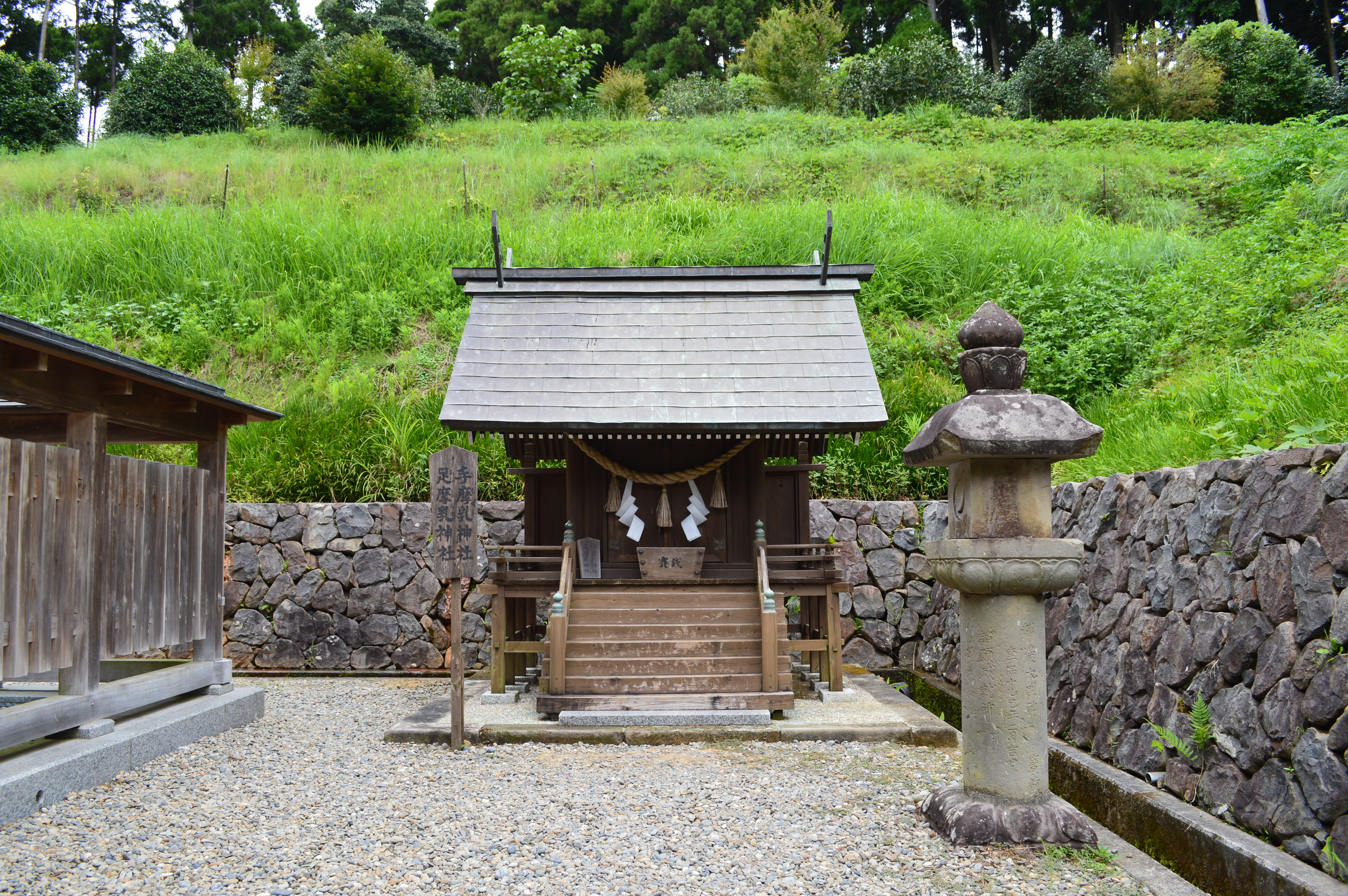
Santuario dedicato a entrambi situato nei locali del Santuario Tsuno

Ashinazuchi (アシナヅチ? nel Kojiki: 足名椎命, nel Nihon shoki: 脚摩乳) e Tenazuchi (テナヅチ? nel Kojiki: 手名椎命, nel Nihon shoki: 手摩乳) sono una coppia di kami nella mitologia giapponese. Sono le uniche due divinità del Kojiki esplicitamente dichiarate come anziane. I loro nomi significano rispettivamente "anziano che accarezza i piedi" e "anziano che accarezza le mani".

## Descrizione
Sono i genitori di Kushinadahime, la moglie di Susano'o no Mikoto. Entrambi sono figli di Ōyamatsumi e a loro volta nipoti di Izanagi e Izanami. Ashinazuchi è una divinità maschile e Tenazuchi è la divinità femminile. Negli antichi miti imperiali, Ashinazuchi si presenta a Susanoo come un kami terreno (kunitsukami).
Entrambi vivevano nel corso superiore del fiume Hii, nella regione di Izumo, e compaiono nel racconto dell'uccisione di Yamata no Orochi. Dopo la cacciata di Susanoo dal cielo, egli arrivò a Izumo e incontrò la già anziana coppia di dei. Ashinazuchi e Tenazuchi si lamentarono con Susanoo del fatto che Yamata no Orochi avesse divorato una delle sue otto figlie ogni anno e che stesse per divorare anche la loro unica figlia sopravvissuta, Kushinadahime. La vecchia coppia acconsentì a offrire Kushinadahime in moglie a Susanoo in cambio della sconfitta di Orochi. Quindi Susanoo prese la giovane dea, la trasformò in un pettine (kushi) e se lo mise sulla testa, poi ordinò ad Ashinazuchi e Tenazuchi di preparare una trappola consistente in otto giare di sakè otto volte raffinato, poiché il serpente aveva otto teste. Dopo aver fatto ubriacare Yamata no Orochi, Susanoo attaccò e mutilò il serpente in diversi pezzi, riuscendo a estrarre la spada Kusanagi dalla sua coda. In seguito, Susanoo e Kushinadahime si sposarono e costruirono un palazzo nella provincia di Suga.
Quindi Susanoo convocò Ashinazuchi, lo nominò capo (obito) del palazzo e gli diede il nome e il titolo di Inada no Miyanushi Suga no Yatsumimi no Kami (稲田宮主須賀之八耳神?, "Signore del palazzo di Inada, divinità dalle otto orecchie di Suga").
Sono custoditi nel santuario di Hikawa, a Saitama, e rappresentano l'amore di una coppia sposata insieme a Kushinadahime e Susanoo.